# 武装部队运动
武裝部隊運動（葡萄牙語：Movimento das Forças Armadas，缩写为MFA）是1974年2月起开始组织，由葡萄牙左翼軍人构成的的军事组织。主要成员为下级军官和年轻的军事学院毕业生，旨在通过政变结束葡萄牙新国家独裁政权的统治。1974年4月25日，武装部队运动與反对派勢力聯手，在里斯本發動康乃馨革命，推翻新国家独裁政权，並建立救国軍政府。